# NGC 945
NGC 945 (również PGC 9426) – galaktyka spiralna z poprzeczką (SBc), znajdująca się w gwiazdozbiorze Wieloryba. Odkrył ją William Herschel 28 listopada 1785 roku.
W galaktyce tej zaobserwowano do tej pory jedną supernową – SN 1998dt.